# 高田馬場の決闘
座標: 北緯35度42分41.30秒 東経139度42分55秒 / 北緯35.7114722度 東経139.71528度
高田馬場の決闘（たかたのばばのけっとう）は、元禄7年2月11日（グレゴリオ暦1694年3月6日）に江戸郊外戸塚村の高田馬場（現 新宿区西早稲田）で起きた、伊予国西条藩松平頼純の家臣、菅野六郎左衛門らと村上庄左衛門らによる決闘である。中山安兵衛こと堀部武庸が菅野に助太刀して名を挙げた。
講談・逸話・芝居が多いので諸説が入り乱れているが、ここでは作家で義士研究家の佐々木杜太郎が調査し発見した『細川侯爵家文庫』に所蔵されている「二月二十一日高田馬場喧嘩之事」（闘死した菅野に代わって中山安兵衛が西条松平家組頭丹羽弥二郎に提出した始末報告書）を、最も史実に近い文書としてその内容を記述する。

## 経緯

### 決闘前
元禄7年2月7日、伊予西条藩の組頭の下で同藩藩士の菅野六郎左衛門と村上庄左衛門が相番していたときのこと、年始振舞に村上が菅野を疎言したことについて2人は口論になった。このときは他の藩士たちがすぐに止めに入ったため、2人は盃を交わして仲直りしたのだが、その後また口論となってしまう。ついに2人は高田馬場で決闘をすることと決める。
しかし菅野は菅野家で若党と草履取りをしていた2人しか集められなかった。一方、村上家は3兄弟であり、しかも家来も含めてすでに6・7人は集めたと聞き及ぶ。そこで菅野は同じ堀内道場の門弟で叔父・甥の契りを交わしていた剣客中山安兵衛（堀部武庸）のもとへ行き、「草履取りと若党しかおらず、決闘で役に立つ連中とも思えない。万が一自分が討たれた時は自分の妻子を引き受け、また代わりに村上を討ってほしい」と申し出てきた。これに対して安兵衛は「事情は承知した。しかし後の仇討は受けがたい。今こそお供させていただきたい。貴公よりは手足も達者ですから、敵が何人いても駆け回りひとりで討ち倒し、貴公には手を煩わせません」と応え、菅野がこれを聞いて同道を許可したため、決闘場の高田馬場へ一緒に行くこととなった。

### 当日
元禄7年2月11日、四つ半頃（午前11時過ぎ頃）、菅野・安兵衛・若党角田佐次兵衛・草履取りは高田馬場へ入った。安兵衛が馬場を見回すと、南之方馬場末から村上庄左衛門がやってきた。しかし1人だけとは思えぬと若党角田佐次兵衛に見回りさせると木の蔭に村上の弟中津川祐見（文書の中に「此れは針医者にて御座候」とある）と村上三郎右衛門（「此れは浪人。庄左衛門にかかり罷在候」とある。すなわち村上庄左衛門の家にいる居候の弟のようである）がいた。挟み打つ手だてとみて菅野は安兵衛らに護衛されながら村上に歩み寄った。村上も近づいてきて10間まで迫ったところで2人は言葉を交わした。菅野が「これは珍しいところにて見参致し候」と皮肉を言うと、村上も「まことに珍しいと存じ候」と応じた。

### 決闘
そこへ村上の弟村上三郎右衛門が兄庄左衛門の後ろから回って斬りかかろうとしたので安兵衛が三郎右衛門の眉間を切り上げた。三郎右衛門はひるんで左の手を刀から離したが、なおも右の手で刀を振り下ろし安兵衛はこれを鍔で受けた。三郎右衛門は一度離れ、再度斬りかかったが、また鍔で受けとめられ、三郎右衛門の刀が引かれたところを踏み込んで三郎右衛門を正面から真っ二つにした。
10間ばかり向こうでは菅野と村上が切りあっていた。しかし村上の剣で菅野が眉間を切られたので、安兵衛がはっとして駆け付けようとしたが、菅野も村上の右腕を討ち落とした。そこへ若党角田佐次兵衛がすかさず駆けつけ左腕を討ち落とす。村上は「ならぬ、ならぬ」と悲鳴をあげて引き下がったが、ならぬと言いながらもなおも眉間に打ち込もうとしてきた（手が落ちていては刀を握れないようにも思えるが原文はこうなっている。骨で止まり完全には落ちなかったか）ので安兵衛が西の方の上手で村上を斬り伏せた。さらに中津川祐見が切りかかってきたのでこれも打ち倒した。
この決闘で中山安兵衛が斬った数は諸説あるが、この文書が安兵衛の書いた本物であるとすれば、少なくとも安兵衛が自認しているのは3人（村上庄左衛門、村上三郎右衛門、中津川祐見）ということになる。

## 場所

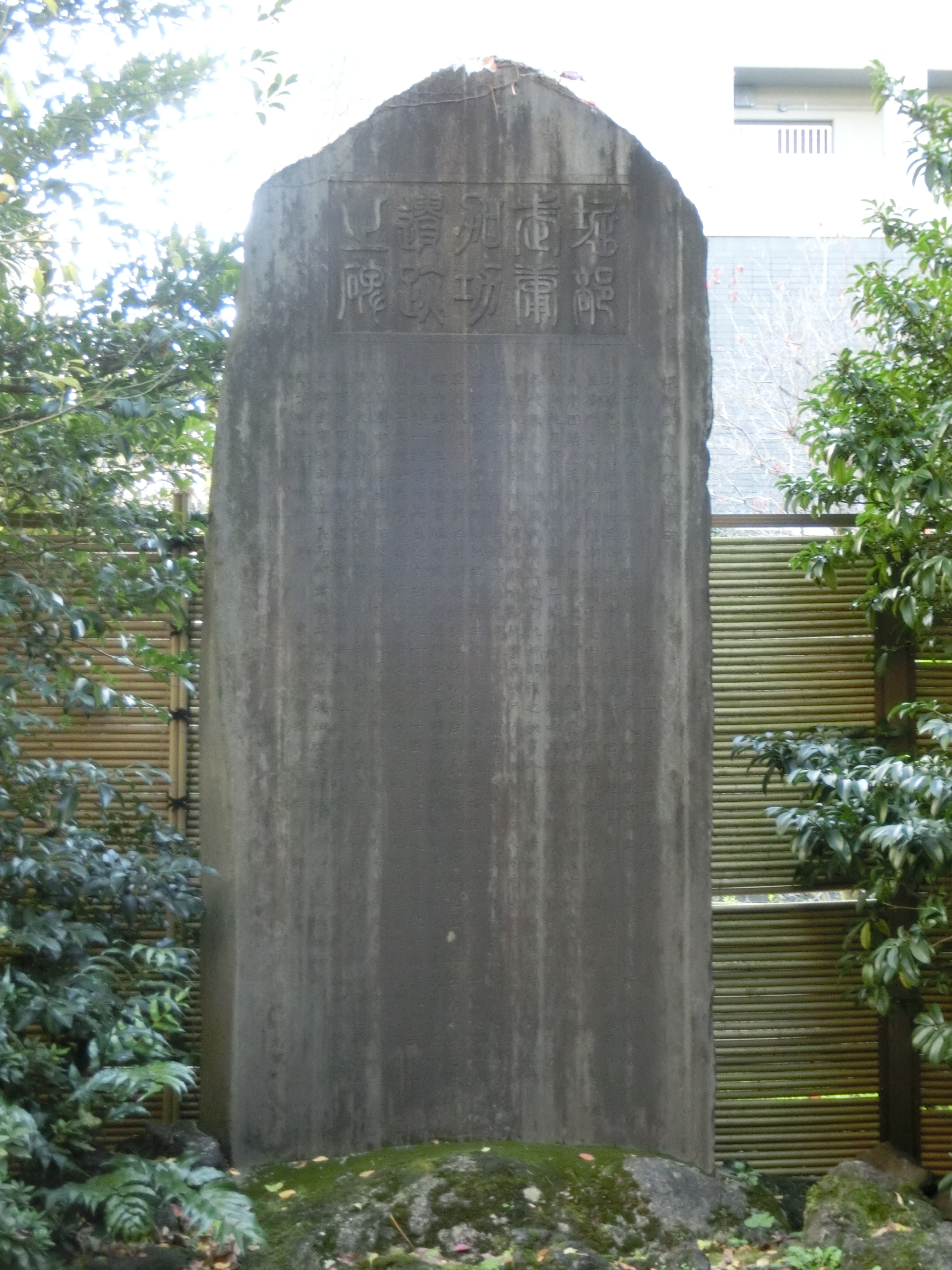
堀部武庸加功績跡碑

決闘の舞台となった高田馬場は、現在の住所表記では新宿区高田馬場ではなく新宿区西早稲田にある。
西早稲田三丁目の水稲荷神社には、安兵衛の武功を記念した石碑「堀部武庸加功績跡碑」が立つ。これは1913年11月4日に市民により建てられたものだが、決闘当時から彼の家に伝わる記録を元にしているという。

## 逸話
こののち江戸市中の瓦版では「18人斬り」と数を増して紹介され、さらに講談や芝居とするため劇化がなされた結果、この決闘にはさまざまな逸話が誕生することになる。
その代表的なものが「菅野が安兵衛の家に別れを告げに行ったとき、安兵衛は前夜他所で飲んで酔いつぶれていた為留守だった。菅野はやむなく文を書き残して高田馬場へ行く。昼近く、酔いから醒め家に戻った安兵衛は、菅野の文を読むや「すわ一大事」と慌てて高田馬場へと駆け出す」という安兵衛が後から走って駆け付けて来たという逸話と「堀部きちがこの決闘を見ていて安兵衛に扱帯を貸す」という将来の結婚相手と運命的な出会いが決闘の時にあったという逸話である。
また、学習院大学の院内には、「血洗いの池」と呼ばれている池がある。決闘後、堀部武庸がこの池で刀を洗ったという逸話が語られているが、これは大正時代の学習院高等科生徒による創作であるとされている。

## 忠臣蔵との関係
助太刀をした安兵衛の評判を聞きつけた赤穂藩士の堀部金丸が、安兵衛を娘婿に迎えることになる。赤穂藩主浅野長矩の刃傷事件はこの7年後の（1701年）元禄14年。翌年、安兵衛も参加した赤穂浪士による吉良邸討ち入り事件（赤穂事件）が起きる。

## 作品
高田馬場の決闘は、講談・芝居・映画等の作品を生んだ。『忠臣蔵』のエピソードとしても描かれる。

### 小説
- 池波正太郎『堀部安兵衛』、『おとこの秘図』

### テレビドラマ
- 『けんか安兵衛』 - 主演・松方弘樹、関西テレビ・フジテレビ系、1975年
- 『峠の群像』 - 主演・磯部勉、NHK、1982年
  - 忠臣蔵を題材にした大河ドラマ。1月10日の第一回放送「高田馬場発赤穂行」で描かれており、物語がここからはじまる。
- 『喧嘩安兵衛 決闘高田ノ馬場』 ‐ 主演・高橋英樹、NTV、1989年
- 『忠臣蔵 決闘高田馬場』 - 主演・世良公則、フジテレビ系、1996年
  - 放映中の『忠臣蔵』の追加エピソードとして総集編と合わせて単発放送。後、ビデオ化の際に本編に組み込まれた。
- 『忠臣蔵1/47』 - 主演・木村拓哉、フジテレビ系、2001年
- 『堀部安兵衛』 - 主演・小澤征悦、NHK、2007年
- 『忠臣蔵〜その義その愛』 - 主演・内野聖陽、テレビ東京系、2012年

### 映画
- 『血煙高田馬場』 - 監督・伊藤大輔、主演・大河内伝次郎、1928年、日活
- 『喧嘩安兵衛』 - 監督・港岩夫、主演・阪東妻三郎、1928年、阪東妻三郎プロダクション
- 『決戦高田の馬場』 - 監督・池田富保、主演・市川小太夫、1933年、太奏発声映画
- 『決戦高田の馬場』 - 監督・秋山耕作、主演・坂東好太郎、1937年、松竹
- 『血煙高田の馬場』 - 監督・マキノ正博・稲垣浩、主演・阪東妻三郎、1938年、日活
  - 戦後1954年に『決闘高田の馬場』と改題・縮尺して再上映された。
- 『高田馬場前後』 - 監督・松田定次、主演・嵐寛寿郎、1944年、大映
  - 戦後1953年に『初祝二刀流』と改題して再上映された。
- 『中山安兵衛』 - 監督・佐伯清、主演・嵐寛寿郎、1951年、新東宝
- 『決戦高田の馬場』 - 監督・渡辺邦男、主演・市川右太衛門、1952年、東映
- 『喧嘩安兵衛』- 監督・滝沢英輔、主演・市川段四郎、1952年、東宝
- 『酔いどれ二刀流』 - 監督・森一生、主演・長谷川一夫、1954年、大映
- 『青年安兵衛紅だすき素浪人』 - 監督・河野寿一、主演・中村錦之助、1956年、東宝
- 『暁の陣太鼓』 - 監督・倉橋良介、主演・森美樹、1958年、松竹
- 『紅だすき喧嘩状』 - 監督・河野寿一、主演・東千代之介、1959年、東映
- 『ドドンパ酔虎伝』 - 監督・田中徳三、主演・勝新太郎、1961年、大映

### 歌舞伎
- 『決闘! 高田馬場』 - 脚本・三谷幸喜、主演・市川染五郎、PARCO劇場、2006年3月

### 歌謡曲
- 『長編歌謡浪曲　元禄桜吹雪　決斗高田の馬場』（三波春夫）
- 『GO! GO! 安兵衛高田の馬場へ』（畠山みどり）

### 講談
- 『安兵衞駆け付け』（一龍斎貞山など）